# Smack (musikalbum)
Smack är Bricks första EP, utgiven av Froghouse Records 1998. Skivan innehåller bl.a. "Smoke on the Water", en cover på Deep Purple.

## Låtlista[1]
1. "Vomit"
2. "Odd"
3. "Smoke on the Water" (Gillian, Paice, Lord, Blackmore, Glover)
4. "Ha Ha Ha"
5. "Labrador"
6. "Stay or Run"

## Personal[1]
- Bob Weston - inspelningstekniker, producent (spår 1-3)
- Jejo Perkovic - trummor
- Johan Bergmark - fotografi
- Malte Olsson - bas
- Nandor Hegedüs - sång
- Patrick Instedt - formgivning, gitarr, fotografi
- Pelle Gunnerfeldt - mixning (spår 1-3)